# Cissé Hadja Mariama Sow
Cissé Hadja Mariama Sow est une femme politique guinéenne. Elle a été membre de l'Assemblée nationale de Guinée pendant 12 ans.

## Biographie

### Enfance et formations
Cissé Hadja Mariama Sow est née dans la région de Labé en 1942. Elle est scolarisée à Conakry. Son ancien lycée s'appelle maintenant le lycée du 2-Octobre. Elle n'a pas fait d'études universitaires mais est devenue enseignante.

## Carrière
Cissé Hadja Mariama Sow est députée de l'Assemblée nationale de Guinée pendant 12 ans à partir de 1972,.
Lorsque l'Association des femmes d'Afrique de l'Ouest est créée, elle en devient la première présidente. Pendant 12 ans, elle est la secrétaire générale de l'Union des femmes révolutionnaires de Guinée,.

## Reconnaissances
Cissé Hadja Mariama Sow fait partie des 1000 femmes  nommées pour un prix Nobel en 2005. Cette nomination constitue une reconnaissance mondiale de son activisme pour les droits des femmes et son engagement communautaire.
En 2017, elle devient la présidente du groupe des leaders religieux pour la santé, le développement et la paix en Guinée,,.
En août 2021, elle est listée comme l'une des sept femmes activistes africaines qui méritent un article sur Wikipédia par le Global Citizen, une organisation internationale de défense des droits,.